# The Dave Clark Five
The Dave Clark Five (també coneguts com «The DC5») va ser un grup anglès de rock and roll, dels anomenats grups de la invasió britànica dels anys 60, i un dels pocs que va poder competir amb The Beatles.

## Història
El grup es forma al principi de la dècada dels seixanta a North London, el nord de Londres. El grup estava format per Dave Clark a la bateria, Mike Smith com a vocalista principal i teclista, Lenny Davidson a la guitarra, Rick Huxley al baix i Dennis Payton al saxòfon.
El seu primer èxit arriba el gener de 1964, quan el senzill Glad All Over desplaça del número 1 The Beatles de les llistes britàniques. L'èxit va continuar amb cançons com Because, Bits and Pieces, Over and Over (núm. 1 USA). Van aparéixer fins a divuit vegades all show de Ed Sullivan.
El 1965 llancen la seva pel·lícula, titulada Catch Us if You can (Atrapa'ns si pots). A partir de 1967 la popularitat del grup comença a decaure. L'era de la psicodèlia ha començat i serà una dura prova per a Dave Clark Five.
Així i tot arriben a llançar singles reeixits com Nineteen Days i You Got What It Takes. Encara van intentar a la darreria de la dècada seguir en el gust del públic, com ho mostra la cançó Everybody Get Together, amb un vídeo semblant a All You Need is Love de The Beatles. No obstant això ja no van reeixir gaire i el grup es va desintegrar el 1970.

## Discografia
- Glad All Over (1964)
- The Dave Clark Five Return (1964)
- American Tour (1965)
- Coast To Coast (1965)
- Weekend In London (1965)
- Having A Wild Weekend (1965)
- I Like It Like That (1965)
- The Dave Clark Five's Greatest Hits (1966)
- Try Too Hard (1966)
- Satisfied With You (1966)
- More Greatest Hits (1966)
- 5 By 5 (1967)
- You Got What It Takes (1967)
- Everybody Knows (1968)
- The Dave Clark Five (2LP) (1971)
- Glad All Over Again (2LP) (1975)